# Ronald Fisher
Ronald Aylmer Fisher (ur. 17 lutego 1890 w Londynie, zm. 29 lipca 1962 w Adelaide) – brytyjski genetyk i statystyk. Laureat Medalu Guya (1946) i Medalu Copleya (1955).

## Życiorys
Ukończył Gonville and Caius College na Uniwersytecie Cambridge.
Był profesorem eugeniki London School of Economics (1933–1943) i profesorem genetyki Uniwersytetu w Cambridge (1943–1957) oraz członkiem Towarzystwa Królewskiego w Londynie. Anders Hald określił go jako „geniusza, który niemalże sam stworzył podstawy współczesnej statystyki”, zaś Richard Dawkins jako „największego ze spadkobierców Darwina”.
Ronald Fisher stworzył m.in. statystyczną metodę największej wiarygodności (ang. maximum likelihood), analizę wariancji (ANOVA) oraz liniową analizę dyskryminacyjną. Współtworzył twierdzenie Fishera-Tippetta-Gniedenki i test Fishera-Snedecora. Odkrył (niezależnie od Waltera Behrensa) problem Behrensa-Fishera oraz rozkład Behrensa-Fishera. Był twórcą dokładnego testu Fishera oraz współtwórcą (obok Edwina Pitmana) testu permutacyjnego Fishera-Pitmana.
W latach 1919–1933 opracowywał wyniki doświadczeń prowadzonych w Stacji Eksperymentalnej Rothamsted koło Harpenden. Był jednym z twórców nowoczesnej statystyki matematycznej, zajmował się metodami weryfikacji hipotez za pomocą metod statystycznych, m.in. w antropologii, genetyce, ekologii. Autor Statistical Methods for Research Workers (1925), Statistical Methods and Scientific Inference (1956).
Długoletnim przyjacielem i zarazem zięciem Fishera był inny wybitny statystyk George Box.